# مياه مبلمرة
المياه المبلمرة (بولي مياه) شكل افتراضي من الماء المبلمر كان موضوع الكثير من الجدل العلمي في أواخر الستينيات. بحلول عام 1969، اهتمت الصحافة الشعبية بالأمر وأثارت مخاوف من «فجوة المياه المتعددة» في الولايات المتحدة.
جلبت الاهتمام المتزايد في بالصحافة اهتمامًا علميًا متزايدًا أيضا، وفي وقت مبكر من عام 1970، تم تعميم الشكوك حول مصداقيتها. وبحلول عام 1973، وجد أنها وهمية، كونها مجرد ماء مع أي عدد من المركبات العضوية الشائعة التي تلوث المياه.

## نظرة عامة
في عام 1961، وقام العالم الفيزيائي السوفياتي نيكولاي فيدياكين، بإجراء القياسات على خصائص مياه مكثفة مرارا وتكرارا بتمريرها من خلال أنابيب كوارتز شعرية. أسفرت بعض هذه التجارب عن شكل جديد من الماء على ما يبدو ذو نقطة غليان أعلى (150 درجة مئوية) ونقطة تجميد أقل (-40 درحة مئوية) ولزوجة أعلى بكثير من الماء العادي (1.2 غ/سم3).
تابع بوريس ديرجوين، مدير مختبر الفيزياء السطحية في معهد الكيمياء الفيزيائية في موسكو، تجارب فيدياكين ونشر النتائج في مجلات العلوم السوفيتي، ونشرت ملخصات قصيرة في الملخصات الكيميائية باللغة الإنجليزية، لكن العلماء الغربيين لم يلاحظوا هذا العمل.
في عام 1966، حاضر دراجوين في إنجلترا في «مناقشات مجتمع فاراداي» في نوتنغهام مما جلب اهتمام الغربيين إلى ما سموه بالمياه الشاذة. ثم بدأ علماء اللغة الإنجليزية في البحث عن التأثي، وبحلول عام 1968 كان أيضًا قيد الدراسة في الولايات المتحدة.
وبداء ذعر الأميركيين من هذا الاكتشاف الذي اعتبر خلال الحرب الباردة إشارة إلى تفوق السوفييت في هذا المجال الذي يمكن أن يؤدي إلى سلاح تلويث المياه. فبداء الأميركيون أبحاثهم وطرح نظرياتهم حول الموضوع فيما شابه التسابق المسلح الذي كان شائعا بين الدولتين في ذلك الزمن.
أجرى دينيس روسو وسيرجيو بورتو من مختبرات بيل تحليلات للطيف بالأشعة تحت الحمراء التي أظهرت أن المياه المبلمرة هي من الكلور والصوديوم.
كما أظهر أن هذه المياه لها نفس خاصية العرق الجسدي البشري ثم نشرت النتيجة في ورقة تشير إلى أن المياه المبلمرة ليست أكثر من ماء يحتوي على كميات صغيرة من الشوائب البيولوجية.
في أغسطس عام 1973، نشر ديراجوين وتشورايف مقالة في مجلة نيتشر التي كتبوا فيها «يجب أن تعزى هذه الخصائص الشاذة إلى الشوائب بدلا من وجود جزيئات الماء البوليمرية».
استخدم دينيس روسو المياه المتعددة كمثال كلاسيكي للعلوم الباثولوجية ومنذ ذلك الحين كتب على أمثلة أخرى أيضًا.